# Douglas A-26 Invader
Il Douglas A-26 Invader, conosciuto anche come B-26 nel dopoguerra, fu un aereo da attacco al suolo bimotore, monoplano ad ala media, sviluppato dall'azienda aeronautica statunitense Douglas Aircraft Company nei primi anni quaranta, largamente utilizzato durante la seconda guerra mondiale e che trovò successivamente impiego nella guerra di Corea ed in quella del Vietnam.
Era l'ultimo progetto di aereo d'attacco tra quelli entrati in servizio della seconda guerra mondiale ed aveva una chiara derivazione dall'A-20 della stessa ditta, ma introduceva una fusoliera più aerodinamica, motori più potenti ed un pesante armamento. La sua carriera venne inficiata dal ritardo con cui entrò in servizio rispetto alle ostilità e dalla necessità di operare da campi di volo ragionevolmente attrezzati, dato che si trattava di un vero e proprio bombardiere medio, più che leggero. Il dopoguerra lo vide in azione per decenni in guerre regionali combattute in vari continenti.

## Storia del progetto

### Sviluppo
Dalla società Douglas Aircraft Company di El Segundo (California) nacque un progetto per sostituire i Douglas A-20, i North American B-25 e i Marauder B-26, era la nascita del progetto del A-26. La realizzazione del progetto venne affidata all'ufficio tecnico di cui era a capo Ed Heinemann con la collaborazione dall'Ing. Robert Donovan nel gennaio 1941. Vennero costruiti i primi tre prototipi, nel giugno 1941, con ruoli come Bombardiere di attacco (XA-26-DE), caccia notturno (XA-26A-DE), e assaltatore (XA-26-B-DE).
Le doti del velivolo per la potenza dei motori, la notevole capacità di carico in stiva e sub-alare, l'armamento difensivo (due torrette azionate elettricamente sopra e sotto la parte della fusoliera posteriore) e la possibilità di varie configurazioni adottabili nel muso furono subito molto apprezzate dall'USAAC. La prima commessa venne siglata il 31 ottobre 1941 per 500 aerei. Nel luglio del 1942, e precisamente il giorno 10, l'A-26 compì il suo primo volo dall'aeroporto di Mines Field di Los Angeles, con un più che positivo collaudo.
Inizialmente incontrò anche alcuni difetti progettuali, come l'impianto di raffreddamento, che costrinse ad eliminare le ogive aerodinamiche sulle eliche e ad una revisione delle cappottature dei motori.

### Evoluzione
La produzione dell'aereo venne distribuita negli stabilimenti di Long Beach per la versione A-26B, mentre la versione a muso vetrato A-26C a Tulsa. La versione notturna da caccia non iniziò nemmeno, dato che il Northrop P-61 Black Widow aveva caratteristiche migliori. La prima produzione di serie dell'A-26B-1 fu realizzata nello stabilimento di Long Beach nel settembre 1943.
La produzione partì dai tre prototipi presentati all'USAAF, e rispettivamente XA-26B (SN.41-19588), XA-26 (SN.41-19504) e XA-26A. Il modello Xa-25B aveva nel muso un cannone da 75 mm. Il modello XA-26 montava due motori a stella P. & W. R.2800-27 da 2000 CV; le torrette (a comando elettrico) avevano due mitragliatrici da Browning M2 da12.7 mm, mentre due identiche erano installate nel muso vetrato; nella stiva potevano essere immagazzinati fino a 1.360 kg di bombe e sotto le ali almeno 907 kg.
L'XA-26B montava un radar AI a prua, quattro cannoncini da 20 mm installati in una gondola sotto la fusoliera; la torretta posteriore inferiore era stata abolita, ma mantenuta quella superiore; la capacità di carico bellico era solo di 907 kg. Questo modello non fu prodotto, come accennato, per l'avvento del caccia notturno Northrop P-61 Black Widow concepito appositamente per questo scopo.
La produzione iniziò con il tipo A-26B-1 (SN.41-39100), con minime modifiche rispetto al prototipo; la caratteristica prua solida sostituibile fu mantenuta per molti modelli: consentiva innumerevoli versioni di armamento, e la più utilizzata dall'A-26 fu quella con sei mitragliatrici da 12,7 mm anteriori. Si potevano montare all'occorrenza anche gli "Stubs",  gondole sub-alari con due mitragliatrici Browning M2 da 12,7 mm. I miglioramenti riguardarono anche l'aumento di carburante, da 3.975 a 6.056 l. e l'aumento delle bombe, fino a 2.720 kg; queste caratteristiche seguirono essenzialmente il modello A-26B-50, il quale montava sia i motori stellari R.2800-27 che i Ford R.2800-71.
Nella versione A-26B-45 si provò il motore R.2800-79 che con un particolare sistema di iniezione di acqua portò la potenza a 2.370 CV. Nella versione A-26B-30, utilizzata principalmente nel Pacifico, eliminando la torretta inferiore si portò la capacità di carburante a 7.700 l, consentendo un notevole aumento di autonomia. La fine della guerra vide un prototipo XA.26D con un motore Chevrolet R.2800-83 che portava la velocità fino a 650 km/h. La commessa per realizzarne 750 esemplari non fu messa in produzione.
Lo sviluppo dell'Invader non terminò con la fine del conflitto mondiale, ma con varie modifiche, fu adattato anche per impieghi civili. In particolare l'azienda di ristrutturazioni aeree On Mark Engineering produsse diverse versioni per impieghi civili come la Marksmann A con motori R.2800-83AM3 da 2100 CV e la versione Marksmann B con motori R.2800-CB-16/17 AM3 da 2500 CV. La capacità di trasporto andava da 6 a 12 passeggeri, con cabine pressurizzate. Anche l'azienda Locked Air Service produsse una versione civile che poteva trasportare da 9 a13 passeggeri, con l'allungamento di circa 2,9 m della fusoliera; inoltre l'allestimento era dotato di scaletta e finestrini ingranditi panoramici.

## Tecnica

### Cellula
La fusoliera era del tipo semi-monoscocca, la struttura era con paratie e nervature con rinforzi in tubi longitudinali distanziati (da 30 a 60 cm), rinforzata nelle zone a più forte sollecitazione con profilati. Nella fusoliera principale era ricavato il posto del pilota e vicino l'addetto al puntamento, mentre nella sezione di coda trovava posto l'armiere per le torrette dorsale e ventrale a comando elettrico.
Nella struttura erano presenti parecchie paratie amovibili per facilitare la riparazione e la manutenzione del velivolo. Il rivestimento era in Aclad con pannelli a strati per ottenere una notevole solidità strutturale.

### Motori
La prima versione dell'A-26 montava due motori stellari P.& W. R.2800-27 da 2000 CV. In alternativa era disponibile il motore Ford R.2800-71 che portava alcune migliorie meccaniche rispetto al P&W. Dalla serie A-26B-45 si rese disponibile il modello R.2800-79 che, utilizzando un sistema di iniezione d'acqua, portava la potenza fino a 2.370 CV.
Nella versione A-26B-71 poteva anche essere installato un motore Chevrolet R.2800-83, con conseguente aumento di velocità da 520 km/h a 650 km/h. Fu testata anche una versione con turbogetto General Elettric J.31, posto nella fusoliera posteriore ma non portò a significativi miglioramenti prestazionali e venne abbandonata. Verso la fine della carriera militare venne installato anche un motore da 2.500 CV, era il modello R.2800-52W.

### Sistemi ed impianti

#### Impianto idraulico
Il sistema idraulico dell'A-26 azionava il carrello di atterraggio, freni, portelli del vano bombe. La quantità totale del liquido idraulico era di circa 8 galloni (301 l) di fluido. Due pompe idrauliche (ciascuna per ogni motore) fornivano la pressione di esercizio attorno alle da 850 a 1.000 Ib/m² (4.150 a 4.890 kg/m²) per il sistema. Erano previsti anche solenoidi per il blocco di emergenza, in caso di incendio, nell'aereo trovava posto anche un sistema idraulico di emergenza alimentato da una pompa a mano installata al lato destro del basamento del pilota, per attivare la discesa del carrello e l'apertura del vano bombe.

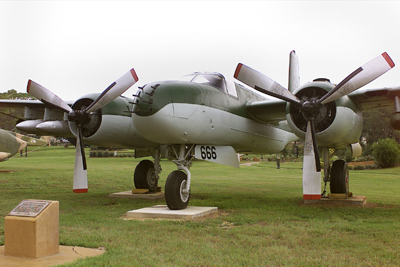
A-26A-1

#### Distribuzione dell'alimentazione del carburante
Il sistema di alimentazione era costituito da serbatoi autosigillanti con pompe di spinta combustibile ad azionamento elettrico installate presso ciascun serbatoio. Due serbatoi principali con una capacità di 300 gal (1.364.lt) installati in ogni gondola motore. All'interno delle ali erano installati due serbatoi ausiliari (uno per ala) con una capacità di 100gal (380 lt) ciascuno. Installato nella parte superiore, prima del vano bombe si trovava un serbatoio supplementare con una capacità di 125gal (473 It).

#### Sistema di lubrificazione e raffreddamento
Nell'aereo erano presenti due sistemi indipendenti per ogni gondola motore. In ognuna di queste era presente un serbatoio che conteneva 39gal (l48 Lt.) ed un altro serbatoio con una normale capacità di 30gal (l14Itr). La pompa oleodinamica era azionata dal motore montata sul lato posteriore. Il gruppo erogatore con relativo dispositivo di raffreddamento faceva capo ad un radiatore montato esterno al motore e riceveva l'aria di raffreddamento da un'apposita presa d'aria nell'ala.

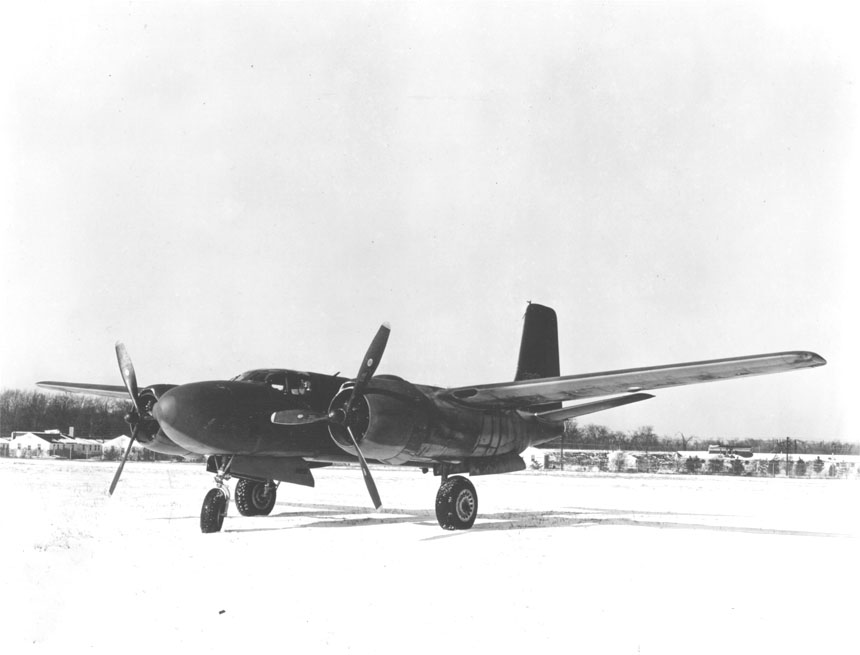
A-26B

#### Impianto di sostentamento dell'ossigeno
Su alcuni A-26 pressurizzati, il sistema ad ossigeno era installato per fornire una capacità di tre ore-uomo per ogni membro dell'equipaggio a 15.000 ft (4.600 m). Per i modelli dotati di muso solido venivano installati serbatoi addizionali nel muso stesso. La pressione di esercizio dei serbatoi era di circa 425 lb/sq in (2.070 kg/ m²) di ossigeno.

#### Sistema di Riscaldamento e ventilazione
Il tipico sistema di riscaldamento e ventilazione di questo aereo, era costituito da due sistemi riscaldamento e ventilazione autonomi, gli stessi erano installati: uno per la sezione anteriore e uno per lo scompartimento del mitragliere. Entrambi utilizzavano due condizionatori Stewart Warner da 40.000 Btu che venivano alimentati da una miscela carburante - aria prelevata dal lato ad alta pressione di un compressore soffiante. L'aria calda era poi diffusa attraverso i sistemi di canalizzazione alle posizioni dell'equipaggio.

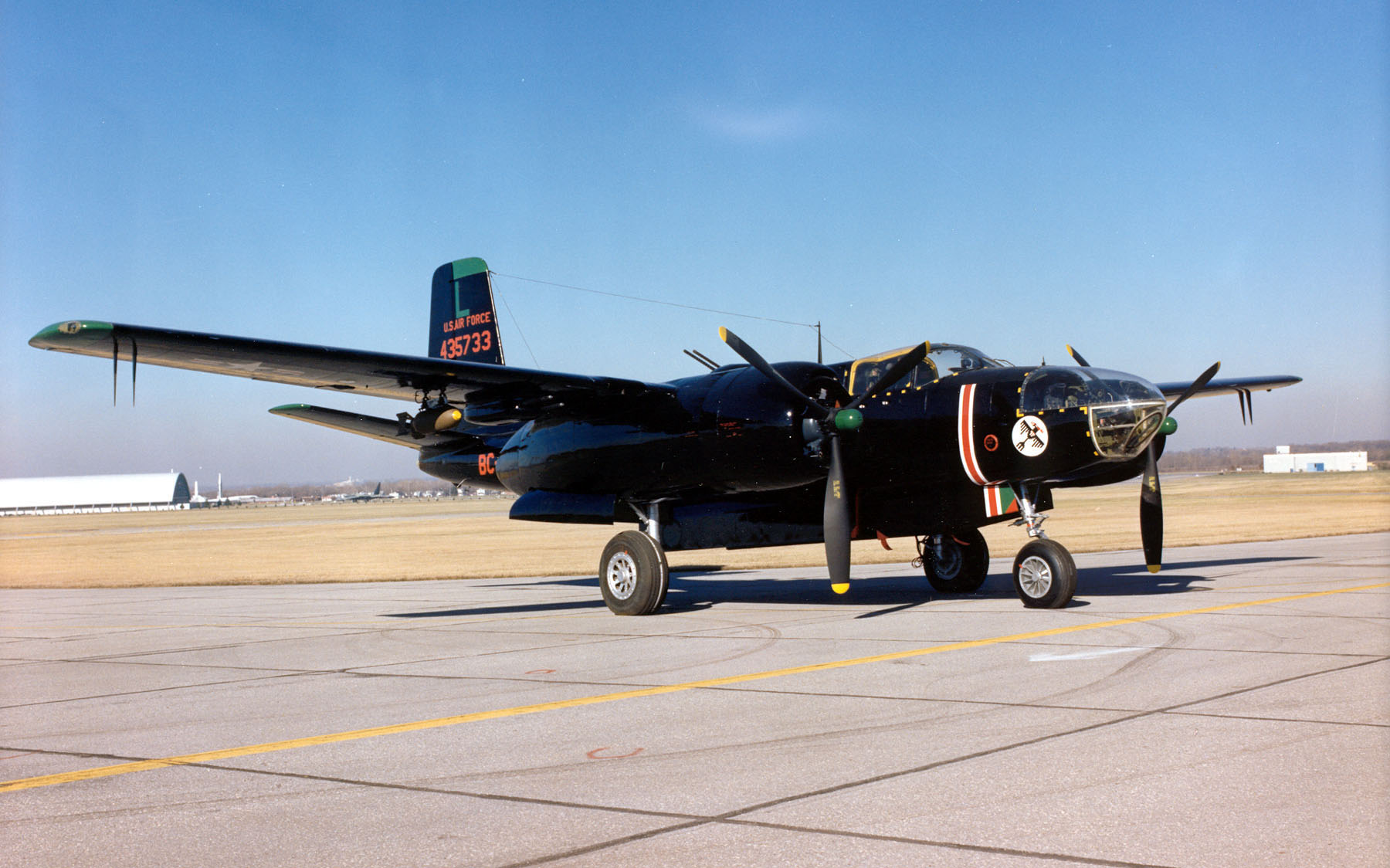
Douglas B-26C (A-26C) Invader USAF

#### Predisposizioni emergenza e antincendio
I freni erano stati forniti con un sistema ad aria alternativo a quello di esercizio idraulico, concepiti come per freno di emergenza. In caso di guasto del sistema idraulico, poteva essere attivato il sistema ad aria compressa. Il sistema di spegnimento incendio, uno per ciascun motore, era costituito da un elemento termico a fusibile che in caso di incendio liberava l'anidride carbonica di tre bombole da 2,3 kg poste nella fusoliera vicino alla stiva delle bombe, le quali erogavano l'estinguente in un apposito circuito verso i motori.

#### Apparati di Fotografia Aerea e Radio
L'A-26 è stato dotato di diversi tipi di macchine fotografiche a comando elettrico e telecamere di ricognizione, sia del tipo Americano K - 24 o il Inglese F-24, le stesse potevano essere installate nella sezione di fusoliera di poppa in un apposito supporto per la macchina fotografica. I seguenti apparecchi radio erano normalmente installati sugli A-26: per le comunicazioni, il dispositivo radio SCR - 274 -N con tre trasmettitori e tre ricevitori. I tre trasmettitori, BC-457 -A, BC-458 -A e BC-696 -A, erano stati installati in una consolle sul lato sinistro della cabina di guida dietro il seggiolino del pilota.

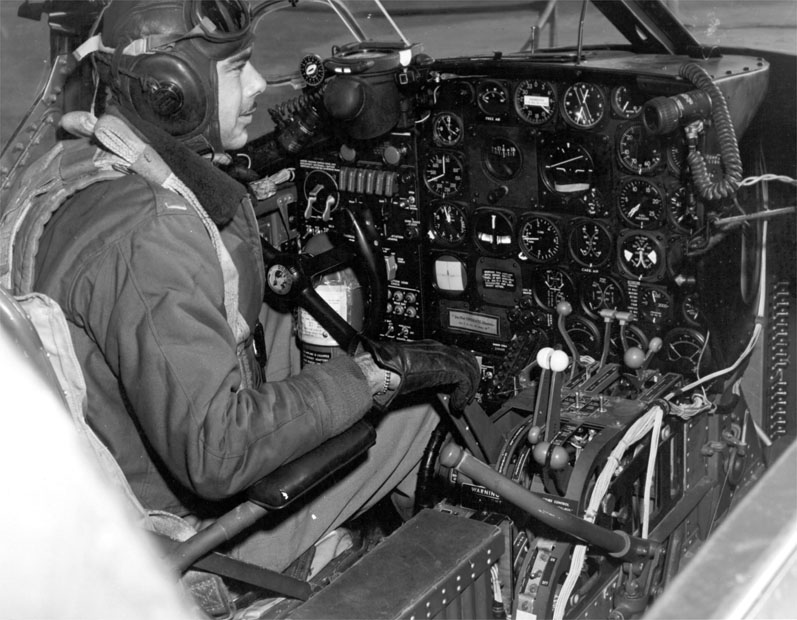
Pannello strumenti di un A-26

### Superfici Alari
Le caratteristiche alari di questo velivolo sono da ricercarsi nella sua ala media a profilo sottile per ridurre al massimo la resistenza aerodinamica. Nonostante il sottile profilo alare era possibile installare gondole sub-alari per armamenti (mitragliatrici, razzi, bombe) realizzando un notevole numero di configurazioni del carico offensivo sotto l'ala. Nell'ala stessa trovavano posto fino a 6 mitragliatrici Browning M2 da12.7 mm. Alcune versioni vennero dotati di serbatoi di carburante alla estremità delle ali per aumentarne l'autonomia. Il comitato per la Difesa Aerea nazionale Americano (NACA) raccomandò l'uso della nuova lega di Alluminio 75s, la quale garantiva un notevole risparmio di peso, e nella realizzazione della struttura con metodo laminare una notevole resistenza alle sollecitazioni.
Per gli A-26 venne utilizzato anche il duralluminio 24S lega Alclad. Il duralluminio 24S è una lega composta da 4,5 per cento di rame, 1,5 per cento del magnesio, dello 0,6 per cento da manganese. Mentre la lega 75S, è composta da 5,6 per cento di zinco, 2,5 per cento magnesio, rame 1,0 per cento, 0,3 per cento di cromo. I flap del tipo a doppia fessura erano azionati elettricamente, erano per l'epoca (1943) con un profilo futuristico che assicurava una portanza superiore al modello A-20 (circa il 30 %).

### Armamento
Inizialmente l'XA-26 montava due torrette con mitragliatrici binate Browning M2 da 12,7 mm comandate elettricamente, erano presenti anche due mitragliatrici identiche nel muso trasparente. Per quanto riguarda il carico di bombardamento della stiva si raggiungeva i 1360 kg e 907 kg potevano essere fissate agli attacchi sub-alari. In alternativa nel vano di carico potevano essere montati due siluri.
Nella versione caccia notturno venivano montati quattro cannoni da 20 mm in un contenitore ventrale esterno, per una maggiore efficacia di fuoco. Il tutto a scapito del carico di caduta che scendeva a 907 kg. Alcune versioni montavano nel muso un cannone da 75 mm. La versatilità dell'armamento era una delle maggiori peculiarità dell'aereo.

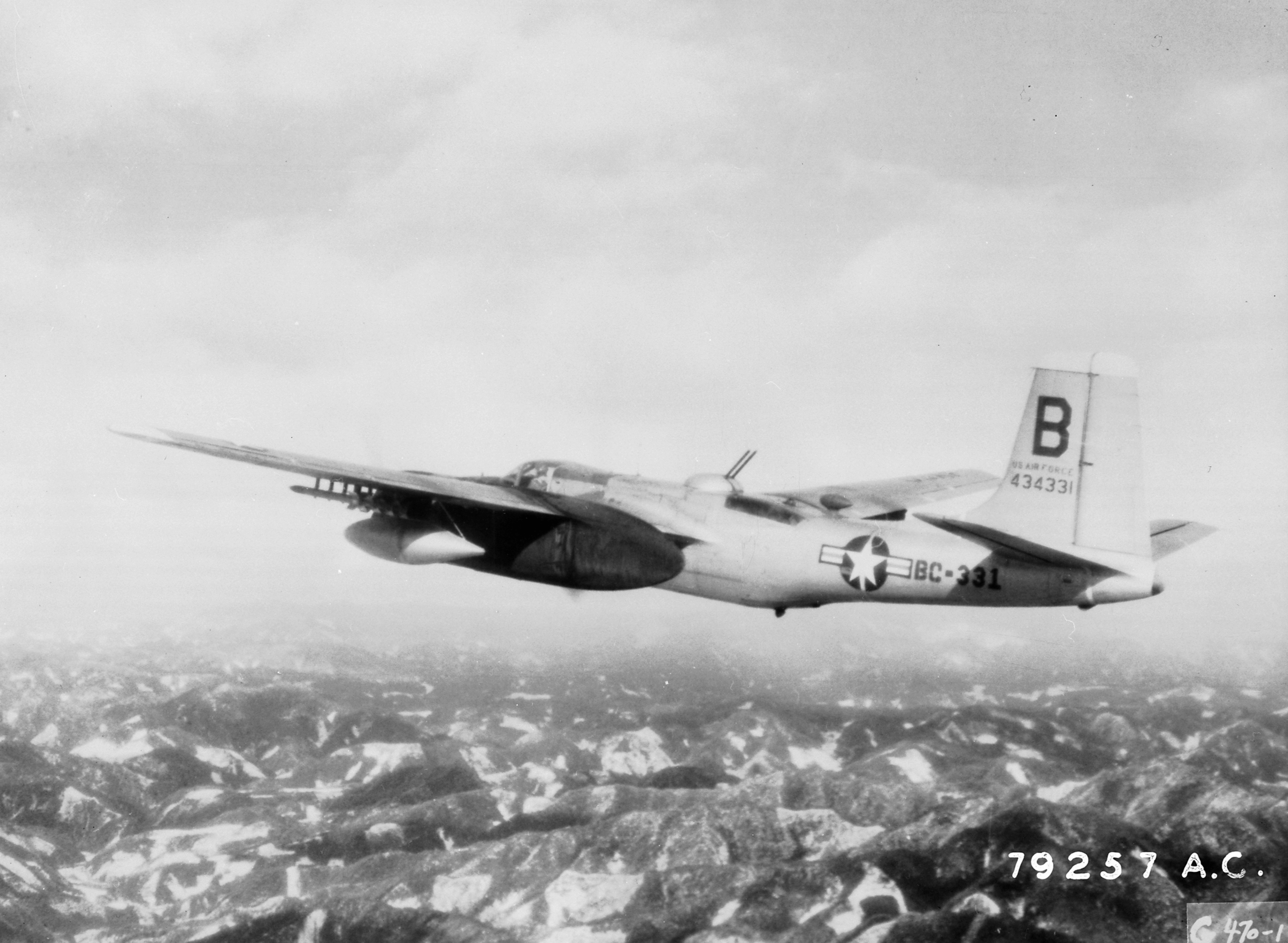
B-26-korea

Vennero prodotte alcune configurazioni: 
- sei mitragliatrici da 12,7 mm (quattro su di un lato e due sull'altro) nel muso solido;
- un cannone da 75 mm nella parte destra del muso contrapposto a due armi da 12,7 mm;
- un cannone da 75 mm nella parte destra del muso contrapposto ad uno da 37 mm;
- quattro mitragliatrici da 12,7 mm contrapposte sul muso ad un cannone da 37 mm;
- in alcuni casi due cannoni 37 mm nel muso solido.

La versione XA-26C aveva quattro cannoni da 20 mm nel muso. Molto spesso negli "stubs", le gondole sub-alari, furono montate armi di vario tipo aumentando la potenza di fuoco. Tra le dotazioni anche attacchi sub-alari con 14 razzi tipo HVAR. 

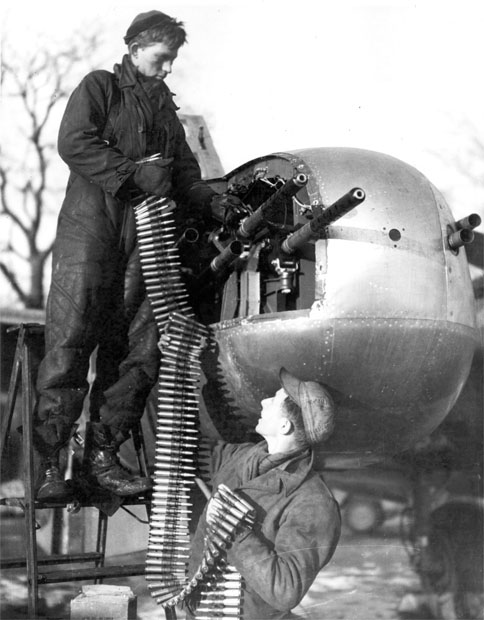
Fase di caricamento delle mitragliatrici frontali

Nel muso si montarono persino otto mitragliatrici Browning M2 da12.7 mm per attacchi a terra. Nelle versioni recenti il muso ospitò anche un radar AI Mk.10.

## Impiego operativo
I primi inviati al fronte furono 4 A-26B, assegnati al 13th Bombardment Squadron del 3rd Bomb Group in Nuova Guinea. Non fu un felice esordio: problemi ai pod sub-alari, visibilità insufficiente per impiego a basse quote, scarsa velocità inimicarono equipaggi e comandi, che continuarono le operazioni con i B-25 e gli A.20, parcheggiando il nuovo A-26.
Sul fronte europeo (dal 6 settembre 1944) fu molto apprezzato, per la maggiore tangenza, la buona maneggevolezza in quota e il notevole carico offensivo. Inoltre pilotare un A-26 era molto meno faticoso che un A-20 o un B-26, visti anche i massacranti turni di impiego che l'offensiva europea richiedeva. I primi 18 aerei furono assegnati al 553rd Bombardment Squadron del 385Th Bomb Group di base a Great Dunhow sul suolo inglese. Il 416th Bomb Group della 9th Air Force nel novembre del 1944 ricevette la sostituzione degli A-20 Havoc con gli A-26, impiegandoli già il 17 sul territorio tedesco. Le sostituzioni interessarono altri reparti di A-20 e di Martin Marauder come il 410, il 409, il 386 e il 391 Bomb Group.
Inoltre le migliorie alla visibilità e all'autonomia (divenuta ad ampio raggio grazie all'eliminazione della torretta inferiore), resero l'apparecchio più efficiente, e poté essere ampiamente utilizzato sul Pacifico, in Cina e nelle isole Ryukyu. La fine del secondo conflitto mondiale ne decretò la sospensione, ma non la fine della carriera, che riprese nella guerra di Corea (1950-1952), continuando nel canale di Panama, nel conflitto del Vietnam (1966-1969) e in quello algerino (1959-1960) confermando una eccezionale longevità. Fu ritirato dal servizio USAF nel 1972.

## Versioni
- XA-26 primo prototipo versione bombardamento a tre posti
- XA-26A secondo prototipo versione caccia notturna a due posti
- XA-26B terzo prototipo versione a tre posti ma con, muso "solido" per cannone 20mm da attacco al suolo
- A-26B-1 versione "Invader" con serbatoi leggermente maggiorati rispetto alla XA-26B
- A-26B-30 versione con muso sostituibile e nuova cabina con maggiore visibilità ed apertura alare
- A-26B-50 versione con muso sostituibile con serbatoi da 7230 Lt.
- A-26B-61 versione con muso sostituibile con serbatoi da 7700 Lt. senza torretta ventrale con turbogetto di spinta
- A-26B-66 versione con muso sostituibile con serbatoi da 7700 Lt. senza torretta ventrale
- A-26B-71 versione con muso sostituibile e nuova cabina con maggiore visibilità
- A-26C versione a tre posti ma con, muso trasparente in versione cacciabombardiere
- XA-26D versione con muso sostituibile con motori potenziati ma rimase solo allo stadio di prototipo
- XA-26E versione con muso sostituibile con motori potenziati ma rimase solo allo stadio di prototipo
- XA-26F versione con muso sostituibile con motori potenziati ma venne sviluppato solo il progetto
- FA-26C versione a tre posti ma con muso trasparente versione con potenti foto-ricognitori notturni
- DB-26C versione per centrale di controllo bersagli
- EB-26C versione per esperimenti dei sistemi di controllo dei missili telecomandati
- UB-26C versione trainabersagli e collegamenti
- XJD-1 versione A.26-B45 e A26C-40 risiglata per impieghi in prima linea
- JD-1D versione modificata per direzione di tiro dalla Marina Statunitense
- DB-26J versione modificata per direzione di tiro dalla Marina Statunitense
- XA-26Z versione migliorata con cabina più moderna e serbatoi sganciabili ma rimase solo allo stadio di prototipo

## Utilizzatori

Douglas B-26C Invader

### Militari
Arabia Saudita
- Al-Quwwat al-Jawwiyya al-Sa'udiyya

 Biafra
- Biafran Air Force

 Brasile
- Força Aérea Brasileira

 Cile
- Fuerza Aérea de Chile

 Colombia
- Fuerza Aérea Colombiana

 Cuba
- Fuerza Aérea del Ejército de Cuba
- Defensa Anti-Aérea y Fuerza Aérea Revolucionaria

 Rep. Dominicana
- Fuerza Aérea Dominicana

 El Salvador
- Fuerza Aérea Salvadoreña

 Francia
- Armée de l'air

 Guatemala
- Fuerza Aérea Guatemalteca

 Honduras
- Fuerza Aérea Hondureña

 Indonesia
- Tentara Nasional Indonesia Angkatan Udara

 Nicaragua
- Fuerza Aérea de Nicaragua

 Perù
- Fuerza Aérea del Perú

 Portogallo
- Força Aérea Portuguesa

 Regno Unito
- Royal Air Force

 Stati Uniti
- United States Army Air Force
- United States Air Force
- United States Navy

 Turchia
- Türk Hava Kuvvetleri

 Vietnam del Sud
- Khong Quan Viet Nam

### Civili
Canada
- Air Spray
- Conair Group Inc.
- Kenting Aviation Ltd

 Norvegia
- Widerøe's Flyveselskap A/S

 Stati Uniti
- Aeroflight Inc, Troutdale, Oregon
- Aero Union Corp, Chico, California
- Aircraft Specialties, Mesa, Arizona
- Bell Helicopter, Fort Worth, Texas
- Butler Aircraft Co, (Calvin J Butler), Redmond, Oregon
- Calspan Flight Research, Buffalo, New York
- Central Air Service, Rantoul, Kansas and East Wenatchee, Washington state
- Cornell Aero Lab, Buffalo, New York
- William A Dempsay (dba Central Air Service), Rantoul, Kansas
- Donaire Inc, Deer Valley, Arizona
- Flight Enterprises, Prescott, Arizona
- Garrett Airesearch, Phoenix, Arizona
- Gulf Air Inc (CIA), Miami, Florida
- Hillcrest Aviation, La Grande, Oregon
- Hughes Aircraft, Culver City, California
- Idaho Air Tankers Inc, Boise, Idaho
- Johnson Flying Service, Billings, Montana
- RG LeTourneau Inc, Longview, Texas
- Lynch Air Tankers (Lynch Flying Service), Billings, Montana
- Nine Ten Corp, Chicago, Illinois
- Occidental Leasing (Occidental Oil), Los Angeles, California
- Pan American Petroleum Corp, Tulsa, Oklahoma
- PFB Enterprises ?
- Phillips Petroleum Co, Oklahoma
- Reeder Flying Service, Twin Falls, Idaho
- Rock Island Oil and Refining Co, Hutchinson, Kansas
- Rosenbalm Aviation Inc, Medford, Oregon
- Stahmann Farms Inc, Las Cruces, New Mexico
- Standard Oil Co, Chicago, Illinois and (Standard Oil Co of California)
- Stanolind Oil & Gas Co, Tulsa, Oklahoma

### Pubblicazioni
- (EN)  Horne, John E. "Douglas B-26s In Korea". Air Enthusiast, Number 24, April—July 1984. Bromley, Kent UK:Pilot Press. pp. 50–59.
- (EN)  Francillon, René. "The Douglas Invader Story". Air Enthusiast, Number Seven, July-September 1978. Bromley, Kent, UK: Pilot Press Ltd., 1978. pp. 215–234.
- (EN)  Mikesh, Robert C. "Flying the Invader: Pilot Notes for the Douglas A-26". Air Enthusiast, Number Seven. July-September 1978. Bromley, Kent, UK: Pilot Press Ltd., 1978.pp. 234–236.
- (IT)  Gianni Siccardi Luigi Perinetti. "Douglas A-26s INVADER". AEREI, Number 6, giugno 1983. Delta Editrice IT: Parma. pp. 34–42.